# Lim Goh Tong
Lim Goh Tong (Anxi, 28 februari 1918 – Subang Jaya, 23 oktober 2007) (jiaxiang: Fujian, Quanzhou, Anxi) was een prominente en zeer rijke Chinees-Maleisische zakenman. Hij werd bekend om zijn visie en moed om Genting Highlands te veranderen in een groot attractiepark met de Maleise variant van Las Vegas met zijn gokhallen. Meneer Lim was ooit de rijkste man van Azië met een netto bezit van 4,2 miljard Amerikaanse dollar.
Meneer Lim was gaf veel donaties aan goede doelen. Ook liet hij de Chin Sweetempel bouwen in Genting Highland.
In 1937 verliet hij zijn vaderland en migreerde toen op 19-jarige leeftijd naar Maleisië. Lim Goh Tong was getrouwd met Lee Kim Hua, met wie hij zes kinderen kreeg: Lim Siew Lay, Lim Siew Lian, Lim Siew Kim, Lim Tee Keong, Lim Kok Thay en Lim Chee Wah (ook wel: Lim Koh Fong). Hij had negentien kleinkinderen.